# Cases de la Colònia de Filatures Casals
Les Cases de la Colònia de Filatures Casals és una obra d'Alfarràs (Segrià) inclosa a l'Inventari del Patrimoni Arquitectònic de Catalunya.

## Descripció
Habitatges adossats, disposats en fileres, amb una sola planta i pati posterior. La tipologia es repeteix: una porta d'entrada allindada entre dues finestres rectangulars i façana rematada amb sanefa i boles, tot arrebossat.
Hi ha també dos edificis formant un sol cos. Es tracta d'una construcció típica d'aquest tipus d'habitatges associats al desenvolupament industrial de l'època. Són dues plantes baixes i dos pisos als quals s'accedeix per una escala situada entre les dues plantes baixes. Hi ha d'altres llocs, per exemple a Badalona i al Maresme.
Estan situades al mig de la renglera d'habitatges, entre dues sèries només de planta baixa.

## Història
Aquestes cases formen part del complex fabril de Filatures Casals i eren habitades per les famílies del treballadors. Actualment són propietat dels inquilins i no tenen cap relació amb la fàbrica.
A Alfarràs s'instal·laren dues grans fàbriques al peu del canal de Pinyana. L'any 1894 obrí portes les Filatures Viladés (“de baix”). Pocs anys després, l'any 1897, la Fàbrica Casals (“de dalt”) transformà el nucli d'Andaní amb la creació d'un entramat molt similar al de les Colònies tèxtils situades al curs del Llobregat o el Ter. Ambdues fàbriques de filatures impulsades pel Marquès d'Alfarràs, així com algunes d'activitat menor, esdevingueren un gran motor econòmic pel poble durant tot el segle XX fins al seu tancament definitiu l'any 2005.